# Chiropterotriton lavae
Espèce
Synonymes
- Bolitoglossa lavae Taylor, 1942

Statut de conservation UICN

 CR B1ab(iii)+2ab(iii) : 
En danger critique
Chiropterotriton lavae est une espèce d'urodèles de la famille des Plethodontidae.

## Répartition
Cette espèce est endémique du centre-Ouest de l'État de Veracruz au Mexique. Elle se rencontre à Tostlacuaya et à La Joya vers 1 200 m d'altitude.

## Description
La femelle holotype mesure 75 mm de longueur totale dont 33 mm de longueur standard et 42 mm de queue.

## Publication originale
- Taylor, 1942 : New Caudata and Salientia from Mexico. University of Kansas Science Bulletin, vol. 28, no 14, p. 295-323 (texte intégral).